# Cleobulia
Cleobulia, biljni rod iz porodice lepirnjača (Fabaceae). Postoje četiri priznate vrste rasprostranjene po Južnoj Americi i jugozapadu Meksika.

## Vrste
1. Cleobulia crassistyla R.H. Maxwell
2. Cleobulia diocleoides Benth.
3. Cleobulia leiantha Benth.
4. Cleobulia multiflora Mart. ex Benth.